# Henrik Larsson
Henrik Edward Larsson (Helsingborg, 20 de septiembre de 1971), conocido como Larsson, es un exfutbolista y entrenador de fútbol sueco.
Hijo de padre caboverdiano y madre sueca.
Su último trabajo fue el haber sido asistente del cuerpo técnico del F. C. Barcelona de la Primera División de España. Jugó y dirigió en su país al Helsingborgs IF de la Allsvenskan. También jugó en Celtic, Barcelona y Manchester United, entre otros clubes. Es miembro de la Orden del Imperio Británico. Es conocido por ser el máximo goleador de la historia de la UEFA Europa League.
El 14 de mayo de 2005 fue investido doctor honoris causa por la Universidad de Strathclyde —en Glasgow, Escocia— por su contribución al deporte y la beneficencia. El 9 de mayo de 2006 recibió la Orden del Imperio Británico a petición de los seguidores del Celtic y concedida por la reina Isabel II, que lo acredita como Miembro de la Orden del Imperio Británico, por su aporte al fútbol en el Reino Unido, a pesar de ser un título que raras veces se otorga a civiles extranjeros.
Es padre del futbolista Jordan Larsson.

## Trayectoria

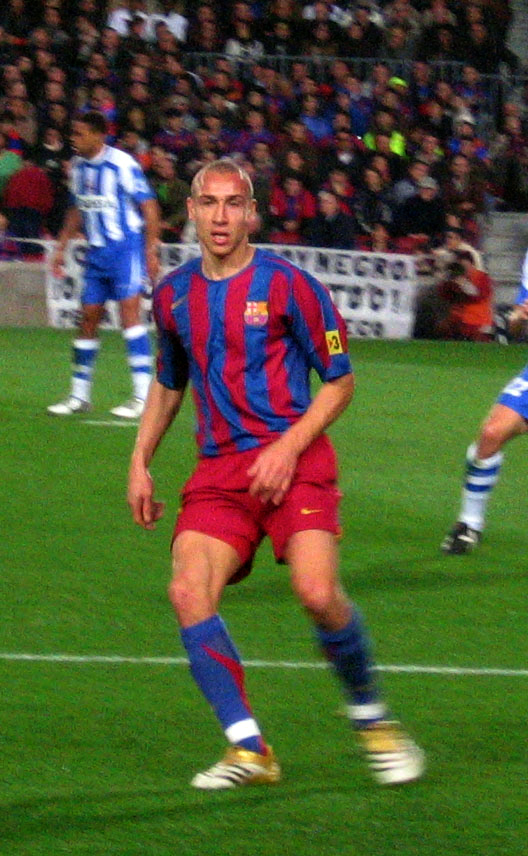
Larsson con la camiseta del Barcelona, jugando ante el Deportivo La Coruña (2006)

Henrik Larsson nació en Helsingborg, hijo de un inmigrante de Cabo Verde. En su carrera como futbolista profesional jugaba como delantero y su primer equipo fue el Högaborgs BK. Más tarde fichó por un club de la Segunda División de Suecia, el Helsingborgs IF, con el que consiguió el ascenso a la Allsvenskan. En 1993 fichó por el Feyenoord de Róterdam, donde permaneció cuatro temporadas en las que se proclamó en dos ocasiones vencedor de la Copa de los Países Bajos.
En 1997 se marchó a jugar al Celtic F. C. de Escocia, donde conquistó cuatro Ligas, dos Copas y un subcampeonato en la Copa de la UEFA 2002-03, tras caer en la final ante el F. C. Oporto, en la que Larsson anotó dos goles y fue elegido mejor jugador del partido. Además, fue el máximo goleador de la Premier League de Escocia en tres ocasiones. Conquistó también la Bota de Oro en 2001, galardón otorgado al máximo goleador de las ligas europeas, después de marcar treinta y cinco goles. En el Celtic se fracturó la tibia y el peroné de la pierna izquierda. Dejó el club escocés en 2004 siendo considerado como una leyenda para los aficionados. Entre los muchos récords que dejó está el de máximo goleador europeo en la historia del club con treinta y cinco goles.
En 2004 fichó por el F. C. Barcelona. Su debut en la Primera División de España se produjo el 29 de agosto de 2004 en una victoria ante el Racing de Santander por 0-2. Con el Barcelona se proclamó campeón de Liga en las temporadas 2004/05 y 2005/06. Ganó también una Supercopa de España y tuvo un papel decisivo en la final de la Liga de Campeones de 2006, con dos asistencias de gol que dieron el triunfo a los culés. Sin embargo, en la primera temporada jugó muy poco, debido a una lesión de rodilla.
Después de dos temporadas en el Barcelona, decidió volver al club de su ciudad natal, Helsingborg, tras la finalización de su contrato en 2006. Con el equipo sueco debutó el 6 de julio en un partido correspondiente a la Copa de Suecia, en el que se impuso por 1-3 al Hammarby IF. En el mes de diciembre del mismo año se anunció su cesión al Manchester United F. C. hasta la reanudación de la Liga sueca en marzo, debido a las múltiples lesiones del equipo inglés. El mismo día que debutó con el Manchester United, marcó su primer gol ante el Aston Villa F. C.. También anotó en un partido de la Liga de Campeones. Tras la finalización de su cesión, y a pesar de un intento de prolongación del contrato por parte del Mánchester, el jugador volvió a incorporarse a la plantilla del Helsingborgs. Posteriormente, disputó la Copa de la UEFA 2007-08, en la que su club alcanzó los dieciseisavos de final, donde cayeron ante el PSV Eindhoven. Larsson anotó nueve goles entre fase de clasificación y torneo, quedando cuarto máximo goleador de la competición.
En 2009 volvió a disputar la Copa de la UEFA, pero quedó eliminado en la tercera fase de clasificación, ante el FK Sarajevo, en la tanda de penaltis. Larsson anotó tres goles en estas eliminatorias que le valieron para convertirse en el máximo goleador europeo en la historia del Helsingborgs, con doce tantos. Fue la última vez que disputó una competición europea, de la que se fue siendo el sexto máximo goleador en su historia, hasta la fecha, con cincuenta y nueve goles en ciento ocho partidos.
En verano del mismo año Larsson dijo que tenía pensado al 95% su retirada; sin embargo, el 1 de agosto sufrió una lesión que le hubiera tenido ocho semanas fuera de los terrenos de juego. Larsson decidió colgar las botas el 1 de noviembre tras jugar su último partido con el Helsingborgs. Henrik pronunció estas palabras: «Tengo 38 años y ya es suficiente.». Su último partido, el 28 de octubre, lo disputó ante el Djurgårdens IF como local.
Tras su retiro del fútbol, comenzó a jugar al floorball formando parte del FC Helsingborg de la Superliga de Suecia, máxima categoría del país.

## Selección nacional
Fue internacional con la selección de fútbol de Suecia en ciento seis ocasiones, marcando un total de treinta y siete goles. Su debut como internacional se produjo el 13 de octubre de 1993 en un encuentro ante Finlandia que finalizó con victoria sueca por 3-2.
Participó en la Copa Mundial de Fútbol de 1994 disputando cinco encuentros casi todos entrando en la segunda mitad, jugó contra Camerún, Rusia, Brasil, Rumanía y Bulgaria. En ese Mundial Larsson solo fue titular en el partido contra Bulgaria (4-0) en el que marcó el tercer gol para su equipo, logrando Suecia el tercer lugar de la competición.
Su siguiente cita internacional fue la Eurocopa 2000. La selección sueca no pasó de la primera fase, quedando última del grupo B. Larsson anotó en la derrota ante Italia por 2-1 uno de los dos goles que marcó su selección en el torneo.
Posteriormente, participó en la Copa Mundial de Fútbol de 2002 disputando cuatro encuentros, contra Inglaterra, Nigeria, Argentina y Senegal. Larsson fue titular en todos los partidos que la selección sueca disputó en ese Mundial y marcó tres goles —dos contra Nigeria y uno contra Senegal—. Tras este Mundial, anunció su retirada de la selección.
Sin embargo, para la Eurocopa 2004 de Portugal decidió regresar al combinado sueco debido al clamor popular que se dio en su país. Suecia quedó encuadrada en el grupo C, donde ganó frente a Bulgaria, partido en el que Larsson anotó dos goles del 5-0, y empató frente a Italia y Dinamarca, con gol de Larsson de penalti en el empate a dos. Tras pasar primera de grupo, Suecia se enfrentó a los Países Bajos. Tras el 0-0, se llegó a los penaltis. Larsson anotó el suyo, pero finalmente Suecia cayó eliminada. La Federación Sueca y el diario Aftonbladet designaron un gol suyo en esta competición como el mejor de todos los tiempos para la selección sueca; se trata del 2-0 ante Bulgaria en el que remata de cabeza en plancha un centro de Erik Edman. Además, Larsson entró en el once ideal del torneo.
En 2006 disputó sus últimos partidos con la selección sueca en la Copa Mundial de Fútbol de 2006 en Alemania. Jugó los cuatro partidos de Suecia, contra Trinidad y Tobago, Paraguay, Inglaterra y Alemania, hasta que cayó en octavos de final ante los alemanes. Fue titular en todos los encuentros y logró anotar un gol en el 2-2 frente a Inglaterra. En el partido de octavos, cuando su equipo perdía por 2-0 contra Alemania, falló un penalti pitado en una falta contra él mismo. El 17 de julio de 2006 anunció por segunda vez su retirada de la selección.
A pesar de ello, la llamada del seleccionador Lars Lagerbäck hizo que el jugador disputara su último torneo con su selección, la Eurocopa 2008. Suecia quedó encuadrada en el Grupo D, donde ganó ante Grecia y perdió ante España y Rusia, por lo que no pasó de la primera fase. Es el único torneo en el que Larsson no anotó ningún gol para su selección.
El 1 de octubre de 2009 Larsson anunció su retirada definitiva de la selección. Su último gol lo anotó en un amistoso ante Francia.

### Participaciones en Copas del Mundo
| Mundial                        | Sede                  | Resultado        | Goles |
| ------------------------------ | --------------------- | ---------------- | ----- |
| Copa Mundial de Fútbol de 1994 | Estados Unidos        | Tercer lugar     | 1     |
| Copa Mundial de Fútbol de 2002 | Corea del Sur y Japón | Octavos de final | 3     |
| Copa Mundial de Fútbol de 2006 | Alemania              | Octavos de final | 1     |

### Participaciones en Eurocopas
| Edición       | Sede                   | Resultado        | Goles |
| ------------- | ---------------------- | ---------------- | ----- |
| Eurocopa 2000 | Países Bajos y Bélgica | Primera fase     | 1     |
| Eurocopa 2004 | Portugal               | Cuartos de final | 3     |
| Eurocopa 2008 | Austria y Suiza        | Primera fase     | 0     |

## Estadísticas

### Clubes
| Club                                  | Div.          | Temporada     | Liga | Liga | Copa | Copa | Copa de Liga | Copa de Liga | Internacional | Internacional | Total | Total |
| Club                                  | Div.          | Temporada     | Par. | Gol. | Par. | Gol. | Par.         | Gol.         | Par.          | Gol.          | Par.  | Gol.  |
| ------------------------------------- | ------------- | ------------- | ---- | ---- | ---- | ---- | ------------ | ------------ | ------------- | ------------- | ----- | ----- |
| Högaborg · Suecia                     | 3.a           | 1989          | 21   | 1    | –    | –    | –            | –            | –             | –             | 21    | 1     |
| Högaborg · Suecia                     | 3.a           | 1990          | 21   | 7    | –    | –    | –            | –            | –             | –             | 21    | 7     |
| Högaborg · Suecia                     | 3.a           | 1991          | 22   | 15   | –    | –    | –            | –            | –             | –             | 22    | 15    |
| Högaborg · Suecia                     |               | Total         | 64   | 23   | –    | –    | –            | –            | –             | –             | 64    | 23    |
| Helsingborg IF · Suecia               | 1.a           | 1992          | 31   | 34   | –    | –    | –            | –            | –             | –             | 31    | 34    |
| Helsingborg IF · Suecia               | 1.a           | 1993          | 25   | 16   | 5    | 1    | –            | –            | –             | –             | 30    | 17    |
| Helsingborg IF · Suecia               |               | Total         | 56   | 50   | 5    | 1    | –            | –            | –             | –             | 61    | 51    |
| Feyenoord · Países Bajos              | 1.a           | 1993–94       | 15   | 1    | 12   | 5    | –            | –            | –             | –             | 27    | 6     |
| Feyenoord · Países Bajos              | 1.a           | 1994-95       | 23   | 8    | 9    | 1    | –            | –            | 6             | 7             | 38    | 16    |
| Feyenoord · Países Bajos              | 1.a           | 1995-96       | 32   | 10   | 4    | 1    | –            | –            | 7             | 1             | 43    | 12    |
| Feyenoord · Países Bajos              | 1.a           | 1996-97       | 31   | 7    | 4    | 0    | –            | –            | 6             | 1             | 41    | 8     |
| Feyenoord · Países Bajos              |               | Total         | 101  | 26   | 29   | 7    | –            | –            | 19            | 9             | 149   | 42    |
| Celtic Escocia                        | 1.a           | 1997-98       | 35   | 16   | 4    | 0    | 5            | 3            | 2             | 0             | 46    | 19    |
| Celtic Escocia                        | 1.a           | 1998-99       | 35   | 29   | 5    | 5    | 0            | 0            | 8             | 4             | 48    | 38    |
| Celtic Escocia                        | 1.a           | 1999-00       | 9    | 7    | 0    | 0    | 0            | 0            | 4             | 5             | 13    | 12    |
| Celtic Escocia                        | 1.a           | 2000-01       | 37   | 35   | 6    | 9    | 2            | 5            | 5             | 4             | 50    | 53    |
| Celtic Escocia                        | 1.a           | 2001-02       | 33   | 29   | 3    | 2    | 1            | 0            | 10            | 4             | 47    | 35    |
| Celtic Escocia                        | 1.a           | 2002-03       | 35   | 28   | 2    | 2    | 2            | 2            | 12            | 12            | 51    | 44    |
| Celtic Escocia                        | 1.a           | 2003-04       | 37   | 30   | 5    | 5    | 1            | 0            | 15            | 6             | 58    | 41    |
| Celtic Escocia                        |               | Total         | 221  | 174  | 25   | 23   | 11           | 10           | 56            | 35            | 313   | 242   |
| Barcelona · España                    | 1.a           | 2004–05       | 12   | 3    | 1    | 0    | –            | –            | 4             | 1             | 17    | 4     |
| Barcelona · España                    | 1.a           | 2005–06       | 28   | 10   | 4    | 4    | –            | –            | 10            | 1             | 42    | 15    |
| Barcelona · España                    | Total         | Total         | 40   | 13   | 4    | 4    | –            | –            | 14            | 2             | 59    | 19    |
| Helsingborg IF · Suecia               | 1.a           | 2006          | 15   | 8    | 5    | 4    | –            | –            | –             | –             | 20    | 12    |
| Helsingborg IF · Suecia               | 1.a           | 2007          | 22   | 9    | 1    | 0    | –            | –            | 9             | 9             | 32    | 18    |
| Helsingborg IF · Suecia               | 1.a           | 2008          | 27   | 14   | 1    | 0    | –            | –            | 2             | 0             | 30    | 14    |
| Helsingborg IF · Suecia               | 1.a           | 2009          | 20   | 7    | 1    | 0    | –            | –            | 4             | 3             | 25    | 10    |
| Helsingborg IF · Suecia               | Total         | Total         | 84   | 38   | 8    | 4    | –            | –            | 15            | 12            | 107   | 54    |
| Manchester United (Cesión) Inglaterra | 1.a           | 2006–07       | 7    | 1    | 4    | 1    | 0            | 0            | 2             | 1             | 13    | 3     |
| Råå · Suecia                          | 2.a           | 2012          | 1    | 0    | –    | –    | –            | –            | –             | –             | 1     | 0     |
| Högaborg · Suecia                     | 3.a           | 2013          | 1    | 0    | –    | –    | –            | –            | –             | –             | 1     | 0     |
| Total carrera                         | Total carrera | Total carrera | 575  | 325  | 76   | 40   | 11           | 10           | 106           | 59            | 768   | 434   |

### Como entrenador
| Club                              | País   | Año       |
| --------------------------------- | ------ | --------- |
| Landskrona BoIS                   | Suecia | 2010-2012 |
| Högaborgs BK                      | Suecia | 2013      |
| Falkenbergs FF                    | Suecia | 2014      |
| Helsingborgs IF                   | Suecia | 2015-2016 |
| Helsingborgs IF                   | Suecia | 2019      |
| F. C. Barcelona (3.er entrenador) | España | 2020-2021 |

## Títulos

### Campeonatos nacionales
| Título                     | Club                    | País         | Año  |
| -------------------------- | ----------------------- | ------------ | ---- |
| Copa de los Países Bajos   | Feyenoord de Róterdam   | Países Bajos | 1994 |
| Copa de los Países Bajos   | Feyenoord de Róterdam   | Países Bajos | 1995 |
| Premier League de Escocia  | Celtic F. C.            | Escocia      | 1998 |
| Copa de la Liga de Escocia | Celtic F. C.            | Escocia      | 1998 |
| Premier League de Escocia  | Celtic F. C.            | Escocia      | 2001 |
| Copa de Escocia            | Celtic F. C.            | Escocia      | 2001 |
| Copa de la Liga de Escocia | Celtic F. C.            | Escocia      | 2001 |
| Premier League de Escocia  | Celtic F. C.            | Escocia      | 2002 |
| Premier League de Escocia  | Celtic F. C.            | Escocia      | 2004 |
| Copa de Escocia            | Celtic F. C.            | Escocia      | 2004 |
| Primera División de España | F. C. Barcelona         | España       | 2005 |
| Supercopa de España        | F. C. Barcelona         | España       | 2005 |
| Primera División de España | F. C. Barcelona         | España       | 2006 |
| Copa de Suecia             | Helsingborgs IF         | Suecia       | 2006 |
| Premier League             | Manchester United F. C. | Inglaterra   | 2007 |

### Copas internacionales
| Título                       | Club            | Sede  | Año  |
| ---------------------------- | --------------- | ----- | ---- |
| Liga de Campeones de la UEFA | F. C. Barcelona | París | 2006 |

### Distinciones individuales
| Distinción                                                                    | Año                                         |
| ----------------------------------------------------------------------------- | ------------------------------------------- |
| Máximo goleador histórico de la UEFA Europa League (40 goles)                 |                                             |
| Futbolista sueco del año                                                      | 1998, 2004                                  |
| Máximo goleador de la Premier League de Escocia                               | 1998-99, 2000-01, 2001-02, 2002-03, 2003-04 |
| Futbolista del año en Escocia                                                 | 1999                                        |
| Bota de Oro                                                                   | 2001                                        |
| Futbolista del año en Escocia                                                 | 2001                                        |
| Jugador de oro de los últimos 50 años en Suecia                               | 2005                                        |
| Miembro de la Orden del Imperio Británico                                     | 2006                                        |
| Segundo Máximo goleador histórico de la Premier League de Escocia (158 goles) |                                             |